# 돈친왕
화석돈친왕 (和碩惇親王, 만주어: ᡥᠣᡧᠣᡳ
ᠵᡳᠩᠵᡳ
ᠴᡳᠨ ᠸᠠᠩ, 묄렌도르프: Hošoi jingji cin wang, 청: Hoxoi jingji qin wang)은 청나라의 세습친왕이다. 가경 24년 (1819년)에 가경제의 셋째 아들 면개가 군왕에 봉해지고, 돈(惇)이라는 봉호를 내렸고, 사후에 각(覺)이라는 시호가 붙었다. 그러나, 세습이 이루어지지 않아, 매번 봉할 때마다 한 등급씩 낮은 직위를 받았다. 모두 4대 5명이다.

## 역대 돈친왕
|   | 봉호                            | 시호        | 이름 | 재위년도        | 내용 |
| - | ------------------------------- | ----------- | ---- | --------------- | --- |
| 1 | 돈친왕 (惇親王)                 | 각 (覺)     | 면개 | 1819년 ~ 1838년 | 1821년 친왕으로 진봉. 1827년 군왕으로 강등. 1828년 친왕으로 복위. 1838년 다시 군왕으로 강등되지만 같은 해 친왕으로 추봉.    |
| 2 | 돈친왕 (惇親王)                 | 근 (勤)     | 혁종 | 1846년 ~ 1889년 | 도광제의 서자이자, 면개의 양자. 처음에는 군왕으로 봉해짐. 1855년 패륵으로 강등. 1856년 군왕으로 복위. 1860년 친왕으로 진봉. |
| 3 | 이혁군왕 (已革郡王) 패륵 (貝勒) |             | 재렴 | 1889년 ~ 1900년 | 혁종의 장남. 패륵으로 봉작. 1889년 군왕으로 진봉. 1900년에 면직됨.                                                          |
| 4 | 패륵                            | 공각 (恭覺) | 재영 | 1900년 ~ 1930년 | 혁종의 4남. |
| 5 | 패자                            |             | 부한 | 1930년 ~ 1945년 | 재영의 5남. 패자로 승격. |

### 혁류지계(奕纘支系)
- 1820년 ~ 1821년 : 추봉패륵 혁류.
  - 면개의 아들. 처음 불입팔분보국공에 봉해짐, 후사는 없다.

### 재렴지계(載濂支系)
- 1862년 ~ 1889년 : 봉은보국공 재렴.
  - 혁종의 장남.
  - 이등진국장군으로 처음 봉해졌고, 1864년 불입팔분진국공으로 봉해짐. 1871년 봉은보국공, 1889년 패륵으로 승격.

### 재란지계(載瀾支系)
- 1889년 ~ 1900년 : 팔분보국공에 봉해지지 못함. 재란.
  - 혁종의 3남.
  - 처음 삼등보국장군에 봉해짐. 1884년 이등진국장군, 1889년 팔분보국공, 1900년 패륵에 봉작. 1916년 불입팔분보국공에 복작

### 재영지계(載瀛支系)
- 1889년 ~ 1900년 : 팔분보국공 겸 이등진국장군 재영.
  - 혁종의 4남.
  - 초봉 이등진국장군, 1894년 불입팔분보국공에 진봉, 1900년 패륵 지위로 승격.

### 재진지계(載津支系)
- 1889년 ~ 1896년 : 팔분보국공 겸 이등진국장군 재진
  - 혁종의 5남
  - 초봉 이등진국장군, 1894년 팔분보국공. 시호는 내리지 않음.
- 1896년 ~ 1915년 : 이등진국장군 부수.
  - 재진의 양자.
  - 1915년 귀종.
- 1915년 ~ 1945년 : 이등진국장군 부전
  - 재진의 양자.

### 부선지계(溥僎支系)
- 1894년 ~ 1920년 : 일등진국장군 부선.
  - 혁종의 손자이자, 재의의 장자.

### 부준지계(溥儁支系)
- 1901년 ~ 1942년 : 팔분공 부준
  - 혁종의 손자이자, 재의의 2남.
  - 1901년, 팔분공명에 들어갔다.

## 같이 보기
- 입팔분공